# Maxym Kalynytschenko
Maxym Serhijowytsch Kalynytschenko (ukrainisch Максим Сергійович Калиниченко; * 26. Januar 1979 in Charkiw) ist ein ehemaliger ukrainischer Fußballspieler.

## Karriere

### Im Verein
Der 1,76 m große und 67 kg schwere Mittelfeldspieler begann seine Karriere 1996 bei Dnipro Dnipropetrowsk, wo er bis Januar 2000 spielte. Anschließend wechselte er ablösefrei nach Russland zu Spartak Moskau, für den er bis 2008 auflief. Mit dem Verein wurde er zweimal russischer Meister. Im November 2007 zog sich Kalynytschenko einen Kreuzbandriss zu und fiel sechs Monate aus.
Von 2008 bis 2010 stand er erneut in Dnipropetrowsk unter Vertrag, wo er einen festen Platz in der Mannschaft hatte. Vorausgegangen war dem Wechsel eine Auseinandersetzung Kalynytschenkos mit dem damaligen Trainer von Spartak Moskau, Stanislaw Tschertschessow. 2011 wechselte er zum Ligarivalen Tawrija Simferopol. Nach drei Jahren im Verein beendete er im April 2014 35-jährig seine Karriere.

### Nationalmannschaft
Im Jahre 2002 debütierte er für die ukrainische Nationalmannschaft. Es folgten bis zu seinem letzten Einsatz für die Ukraine 2011 46 weitere Spiele, in denen er 7 Tore erzielte. Er zählte zum Kader für die Fußball-WM 2006 in Deutschland. Beim Spiel Ukraine gegen Saudi-Arabien (19. Juni 2006), erzielte er das vierte Tor für seine Mannschaft im Spiel und bereitete zwei vor. Das Spiel endete 4:0 für die Ukraine. Er wurde von der FIFA als Spieler des Spiels ausgezeichnet. Außerdem zählte er zu den besten Freistoßschützen der Welt.

## Laufbahn als Trainer
2015 wurde Kalynytschenko Co-Trainer in der zweiten Mannschaft von Metalist Charkiw, die er im Frühjahr 2016 kurzzeitig als Trainer übernahm. Zum Jahresbeginn 2019 wurde er unter Denis Laktionow Co-Trainer beim russischen Drittligisten FC Rodina Moskau. Zwei Jahre später folgte er diesem zum FC Riga. Im Mai 2021 beendete der Verein die Zusammenarbeit.
Am 12. September 2022 übernahm Kalynytschenko den Trainerposten beim amtierenden estnischen Meister FC Levadia Tallinn als Nachfolger von Ivan Stojković, der nach dem vorzeitigen Verpassen der Titelverteidigung den Klub verlassen hatte. Nach zehn Tagen und einem Spiel – einer 2:3-Niederlage gegen den FC Kuressaare, der ersten Niederlage gegen den Klub in der Vereinsgeschichte – trennte sich der Klub jedoch direkt wieder von ihm.

## Erfolge
- Russischer Meister: 2000, 2001
- Russischer Pokalsieger: 2003